# Doug Weight
Douglas Daniel „Doug“ Weight (* 21. Januar 1971 in Warren, Michigan) ist ein ehemaliger US-amerikanischer Eishockeyspieler und -trainer sowie derzeitiger -funktionär. Im Verlauf seiner aktiven Karriere war der Center zwischen 1989 und 2011 unter anderem für die New York Rangers, Edmonton Oilers, St. Louis Blues, Carolina Hurricanes, Anaheim Ducks und New York Islanders in der National Hockey League (NHL) aktiv, wo er insgesamt 1.335 Spiele. Dabei gewann er mit den Hurricanes in den Playoffs 2006 den Stanley Cup. Zudem lief er für die Starbulls Rosenheim und die Frankfurt Lions in der Deutschen Eishockey Liga auf. Anschließend war er in der NHL als Cheftrainer der New York Islanders tätig.

## Karriere
Seinen Schulabschluss machte Doug Weight auf der Notre Dame High School. In seiner Juniorenzeit spielte er für die Lake Superior State University in der College-Liga Central Collegiate Hockey Association (CCHA). Beim NHL Entry Draft 1990 wurde er von den New York Rangers in der zweiten Runde an 34. Position ausgewählt.
Nach seiner zweiten Saison in Lake Superior durfte er in einem Playoff-Spiel für die Rangers debütieren. In der folgenden Saison pendelte er zwischen Farmteam und NHL. Ein Jahr darauf hatte er den Sprung in die beste Liga der Welt vollständig geschafft. Noch vor Saisonende wurde er im Gegenzug für Esa Tikkanen nach Edmonton getauscht.

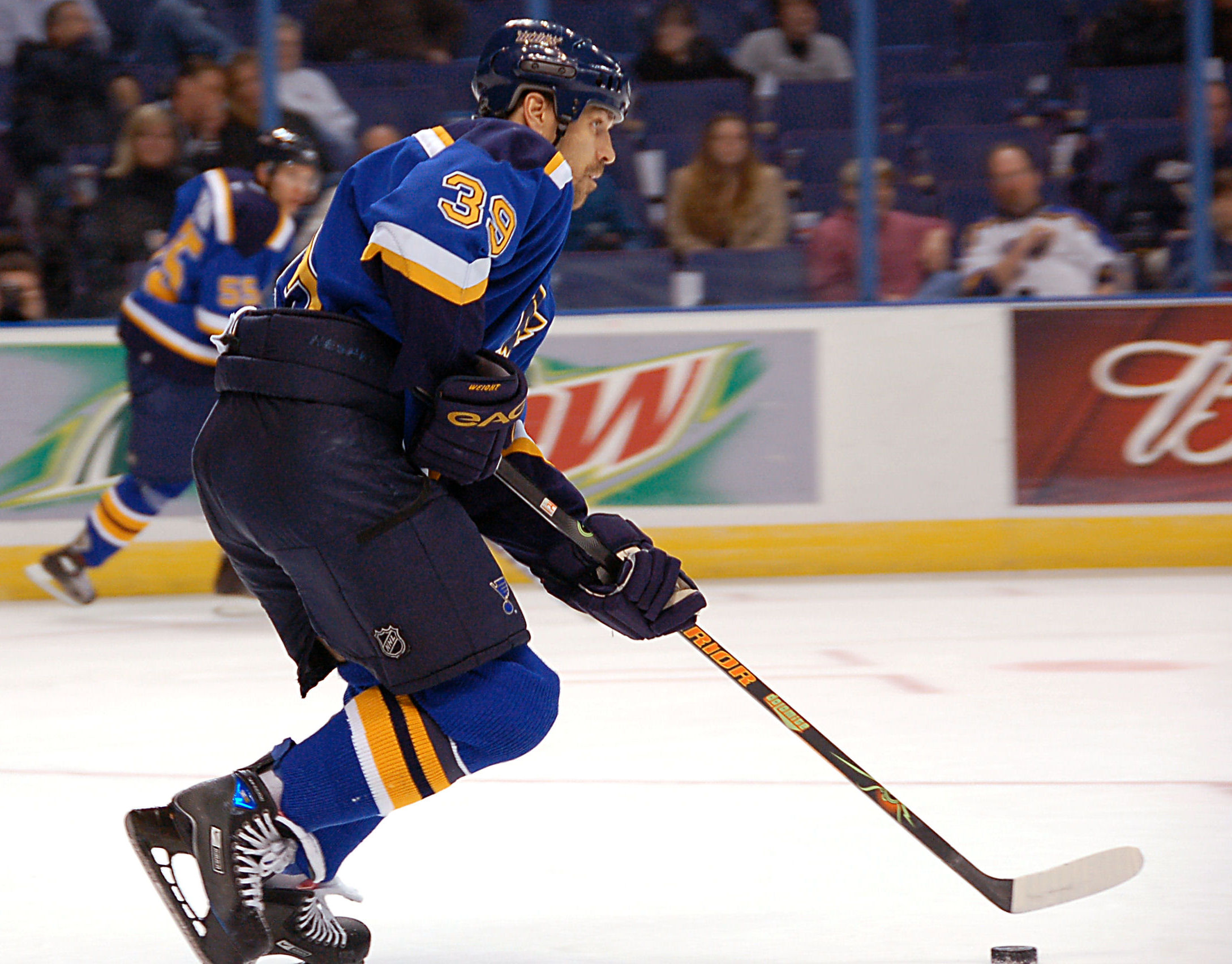
Weight im Trikot der St. Louis Blues

Neun Jahre spielte er für die Edmonton Oilers und entwickelte sich dort zu einem der besten Spielmacher der NHL. In Weights Zeit in Edmonton fiel auch der Streik in der Saison 1994/95. Weight nutzte den verspäteten Saisonbeginn zu einem Abstecher nach Deutschland und bestritt acht Spiele für die Starbulls Rosenheim. Zur Saison 2001/02 verpflichteten ihn die St. Louis Blues. Dort bildete er gemeinsam mit Keith Tkachuk eines der torgefährlichsten Duos.
Während des Lockouts in der NHL in der Saison 2004/05 spielte Weight erneut in der DEL, diesmal schloss er sich gegen Ende der Saison den Frankfurt Lions an. Zum Ende der Saison 2005/06 wechselte er von den St. Louis Blues zu den Carolina Hurricanes, mit denen er 2006 den Stanley Cup gewinnen konnte. Er kehrte im Juli 2006 als Free Agent zu den St. Louis Blues zurück und wurde im Dezember 2007 gemeinsam mit Michal Birner und einem Siebtrunden-Wahlrecht im NHL Entry Draft 2008 im Austausch für Andy McDonald zu den Anaheim Ducks transferiert. Anfang Juli 2008 unterschrieb Weight einen Vertrag bei den New York Islanders. Im Oktober 2009 wurde er zum neuen Kapitän der Islanders.
Am 26. Mai 2011 gab Doug Weight nach 19 Spielzeiten in der National Hockey League sein Karriereende bekannt.
Mit Beginn der Saison 2011/12 wechselte Weight ins Management der Islanders und war dort fortan als Assistenztrainer sowie als Assistent von General Manager Garth Snow tätig. Im Januar 2017 übernahm er nach der Entlassung von Jack Capuano interimsweise den Posten des Cheftrainers. Nach der Saison 2016/17 bestätigten die Islanders die langfristige Verpflichtung Weights als Headcoach. In der Folge betreute der US-Amerikaner die Isles jedoch nur eine komplette Spielzeit, da er im Juni 2018 mitsamt General Manager Garth Snow entlassen wurde. Anschließend war er für ein weiteres Jahr als Berater der Islanders tätig, ehe er sich insgesamt drei Jahre aus dem Eishockey zurückzog. Im Juli 2022 wurde der US-Amerikaner schließlich von den San Jose Sharks als Berater engagiert.

## Erfolge und Auszeichnungen
| - 1991 CCHA-Meisterschaft mit der Lake Superior State University - 1991 CCHA First All-Star Team - 1991 NCAA West Second All-American Team - 1996 Teilnahme am NHL All-Star Game - 1998 Teilnahme am NHL All-Star Game | - 2001 Teilnahme am NHL All-Star Game - 2003 Teilnahme am NHL All-Star Game - 2006 Stanley-Cup-Gewinn mit den Carolina Hurricanes - 2011 King Clancy Memorial Trophy - 2013 Aufnahme in die United States Hockey Hall of Fame |

### International
- 1991 Topscorer der Junioren-Weltmeisterschaft
- 1991 Bester Vorlagengeber der Junioren-Weltmeisterschaft
- 1996 Goldmedaille beim World Cup of Hockey
- 2002 Silbermedaille bei den Olympischen Winterspielen

## Karrierestatistik

### International
Vertrat die USA bei:
| - Junioren-Weltmeisterschaft 1991 - Weltmeisterschaft 1993 - Weltmeisterschaft 1994 - World Cup of Hockey 1996 - Olympischen Winterspielen 1998 | - Olympischen Winterspielen 2002 - World Cup of Hockey 2004 - Weltmeisterschaft 2005 - Olympischen Winterspielen 2006 |

(Legende zur Spielerstatistik: Sp oder GP = absolvierte Spiele; T oder G = erzielte Tore; V oder A = erzielte Assists; Pkt oder Pts = erzielte Scorerpunkte; SM oder PIM = erhaltene Strafminuten; +/− = Plus/Minus-Bilanz; PP = erzielte Überzahltore; SH = erzielte Unterzahltore; GW = erzielte Siegtore; 1 Play-downs/Relegation; Kursiv: Statistik nicht vollständig)